# Karancskeszi
Karancskeszi è un comune dell'Ungheria di 2.023 abitanti (dati 2001). È situato nella contea di Nógrád.